# Divorcio incausado en México
El divorcio exprés o divorcio incausado es una modalidad de divorcio que en México está vigente en la Ciudad de México, en el estado de México, Jalisco, Hidalgo, Tamaulipas, Sonora, Yucatán, Coahuila, Morelos, Nuevo León, San Luis Potosí y Veracruz  En esta modalidad basta la voluntad de uno de los cónyuges para disolver el matrimonio. Se le llama exprés porque pretende reducir el tiempo en el que se concede el divorcio; sin embargo, no resuelve otras cuestiones relacionadas y muy importantes, como la pensión alimenticia o la custodia de los menores, si los hay. 
El divorcio exprés debe tramitarse ante un juez y, al contrario del divorcio necesario, no requiere que existan causales o motivos legales para separar el matrimonio, por eso se le denomina incausado. Este tipo de divorcio está en vigor en la Ciudad de México desde 2008 y a partir de entonces varios estados lo han adoptado. En 2014, la Suprema Corte de Justicia de la Nación resolvió la contradicción de tesis con registro digital 2009591, en el que resuelve la jurisprudencia que establece una vulneración al libre desarrollo de la personalidad, al requerir al actor de la demanda, que acredite alguna causal que motive el divorcio. Con ello, los jueces de México no pueden condicionar el otorgamiento del divorcio a la prueba de alguna causal, y comenzaron a reformar y adicionar el divorcio incausado en las diversas legislaciones de las entidades federativas. En la Ciudad de México, se encuentra regulado en los artículos 266, 267 y subsiguientes del Código Civil local.[cita requerida]

## Costos y problemáticas
El hecho de que los temas de la patria potestad, guarda y custodia, alimentos y compensación se resuelvan por separado es sumamente importante, pues son precisamente los que más preocupan a los cónyuges, al presentar un divorcio.
Si bien es cierto que la disolución del vínculo llega a ocurrir en un promedio de 40 días, los incidentes de patria potestad y pensión alimenticia, así como los demás que se promuevan, van sumándose al tiempo total en que se resuelve satisfactoriamente la separación, de modo que llegan a alargarse tanto como un divorcio necesario.[cita requerida]
Además, el hecho de que la pensión se tramite con posterioridad a la declaración de divorcio favorece que el cónyuge que debe pagar los alimentos pueda ocultar sus bienes o simular ingresos menores a los que realmente tiene. Así pues, el diseño de esta figura, lejos de beneficiar a ambas partes, como se pretendía, las perjudica.
Por otro lado, los tiempos y costoso del divorcio exprés llegan a alcanzar los que un divorcio necesario, incluso más: según un estudio del Centro de Investigación y Docencia Económicas (CIDE), el costo de un divorcio necesario oscila entre los $10,000.00 y los $100,000.00, mientras que el costo de un divorcio exprés se encuentra entre los $5,000.00 y los $50,000.00; sin embargo, como este último no resuelve ni la patria potestad ni la pensión alimenticia, que se tramitan aparte, hay que considerar también los costos de estos: un juicio de patria potestad cuesta entre $5,000.00 y $50,000.00, y lo mismo para uno de pensión alimenticia, por lo que el costo real de un divorcio incausado en que quede resuelto lo relativo a la patria potestad y los alimentos se encontrará entre los $15,000.00 y los $150,000.00.
Como puede verse, el divorcio exprés no reduce ni los tiempos ni los costos de los divorcios, favorece la cultura de no pago de las obligaciones alimentarias y sus beneficios son muy cuestionables.
Debe decirse que, si bien es cierto esta figura jurídica permite lograr el divorcio sin una causa justificada y con ello se evite que los promoventes inventen hechos falsos para obtener la procedencia de la acción de divorcio, también es cierto que este tipo de divorcio propicia falta de compromiso en las relaciones maritales, así como incertidumbre en los derechos de los menores ya que, como se ha dicho, no decide las cuestiones de patria potestad, custodia o alimentos.[cita requerida]

## Requisitos
De acuerdo con el artículo 267 del Código Civil del Distrito Federal, al presentar la demanda de divorcio, se debe señalar: 
- La designación de la persona que tendrá la guarda y custodia de los hijos menores.
- Las modalidades por las cuales el progenitor que no tenga la guarda y custodia podrá ejercer su derecho de visita.
- El modo de atender las necesidades de los hijos, es decir, monto, forma y lugar de pago de la pensión alimenticia.
- Designación del cónyuge que usará el domicilio conyugal.
- La administración y liquidación de la sociedad conyugal (para los casados bajo este régimen, que se conoce también como bienes mancomunados)
- Si el matrimonio fue bajo separación de bienes, la compensación que recibirá el cónyuge que se dedicó preponderantemente al hogar (Código Civil para el Distrito Federal, artículo 266, 267 y subsiguientes)